# Sofizmat rozszerzenia
Sofizmat rozszerzenia, powszechnie znany jako chochoł, atakowanie chochoła albo wznoszenie / stawianie chochoła – błąd logiczno-językowy, który polega na pozornym obaleniu argumentów przeciwnika poprzez obalenie innego argumentu, który nie został przedstawiony przez tego przeciwnika. Polega na ukrytym zastąpieniu argumentu przeciwnika inną propozycją („wznoszenie chochoła”), łatwiejszą do obalenia, a następnie obaleniu tego fałszywego argumentu („atakowanie chochoła”).

## Pochodzenie
Chociaż termin „chochoł” jest stosunkowo młody, podobne uwagi pojawiały się już w starożytności – Arystoteles zwracał uwagę na tego typu błędy w rozumowaniu. Douglas Walton stwierdza, że pierwsze opisanie tego błędu w podręczniku można znaleźć w dziele Stuarta Chase’a Guides to Straight Thinking z 1956 r. (s. 40)”. Natomiast w pracy Charlesa Hamblina Fallacies (1970) sofizmat ten nie jest jeszcze klasyfikowany jako odrębna kategoria.
Sam termin nawiązuje do wyobrażenia słomianej konstrukcji, takiej jak manekin czy strach na wróble, którą łatwo przewrócić lub zniszczyć. Polskie tłumaczenie anglojęzycznego terminu straw man na „chochoł” (zimową słomianą otulinę krzewu róży) zachowuje skojarzenia z tymczasowymi słomianymi konstrukcjami, jednocześnie tworząc nowe asocjacje z (również antropomorficzną) postacią Chochoła z Wesela Wyspiańskiego.

## Struktura
Sofizmat rozszerzenia przebiega według następującego schematu:
1. Osoba 1 przedstawia propozycję X.
2. Osoba 2 odnosi się do zniekształconej wersji tej propozycji (Y), traktując ją jako równoważną z X.
3. Osoba 2 argumentuje przeciwko Y, sugerując, że obaliła X.

Tego rodzaju rozumowanie jest przykładem błędu ignoratio elenchi, nie odnosi się bowiem do rzeczywistej treści argumentu przeciwnika.
Przykłady typowych zachowań prowadzących do tego błędu:
- cytowanie słów przeciwnika wyjętych z kontekstu, co zmienia znaczenie jego wypowiedzi;
- atakowanie mniej kompetentnego przedstawiciela danej grupy i prezentowanie tego jako obalenia całego stanowiska;
- tworzenie fikcyjnych osób przypisujących poglądy, które łatwo zdyskredytować.

## Przykłady
Sofizmat rozszerzenia jest często spotykany w debatach publicznych, np. w poniższej (hipotetycznej) wymianie zdań:
Osoba 1: Powinniśmy złagodzić przepisy dotyczące spożywania piwa.
Osoba 2: Nie, każde społeczeństwo z nieograniczonym dostępem do środków odurzających traci swoją etykę pracy i podąża za natychmiastową gratyfikacją.
W tym przypadku Osoba 2 błędnie interpretuje propozycję Osoby 1 jako postulat nieograniczonego dostępu do środków odurzających, czego w rzeczywistości Osoba 1 nigdy nie powiedziała.
Często podawanym przykładem sofizmatu rozszerzenia jest wypowiedź prezydenta USA Richarda Nixona z 1952 r. Podczas kampanii na wiceprezydenta w 1952 r. Nixon został oskarżony o nielegalne przywłaszczenie 18 000 $ z funduszy kampanii na własny użytek. W telewizyjnej odpowiedzi Nixon odwrócił uwagę od zarzutów, opowiadając o psie Checkers, którego otrzymał w prezencie od jednego ze zwolenników (wypowiedź Nixona inspirowana była przemówieniem Franklina Delano Roosevelta o psie Fali):
To był mały piesek rasy cocker spaniel, w skrzyni, którą [zwolennik] przysłał aż z Teksasu – czarno-biały, w cętki. Nasza sześcioletnia córeczka Tricia nazwała go Checkers. I wiecie, dzieci, jak to dzieci, pokochały tego psa. I chcę to powiedzieć już teraz: bez względu na to, co o tym mówią, zamierzamy go zatrzymać.
Był to przykład sofizmatu rozszerzenia: krytycy Nixona nigdy nie wspomnieli o psie, a tym bardziej nie sugerowali, by go oddał. Nixon skutecznie przesunął ciężar dyskusji, przedstawiając swoich przeciwników jako bezdusznych, co zyskało mu poparcie społeczne i pozwoliło pozostać w kampanii.